# La sospecha (telenovela de 1961)
La sospecha es una telenovela mexicana grabada en blanco y negro que se transmitió por el Canal 2 de Telesistema Mexicano en 1961. Protagonizada por Carlos López Moctezuma y Patricia Morán.

## Elenco
- Carlos López Moctezuma
- Patricia Morán
- Tony Carbajal
- Eduardo Fajardo
- Aurora Alvarado
- Nicolás Rodríguez

## Datos a resaltar
- La telenovela está grabada en blanco y negro.